# Francesco Bolzoni
Francesco Bolzoni (Lodi, 7 maggio 1989) è un allenatore di calcio ed ex calciatore italiano, di ruolo centrocampista, tecnico della Primavera della Pro Patria.

## Biografia
Nel luglio del 2013, ha sposato la moglie Federica; la coppia ha avuto due figli, Leonardo (nato nel 2013) e Melissa (nata nel 2021).

## Caratteristiche tecniche
Giocava da centrocampista, pur avendo cominciato la sua carriera nel ruolo di attaccante, in cui sfruttava la sua rapidità e abilità nel segnare. Durante il suo periodo nelle giovanili dell'Inter, crebbe di statura e in solidità fisica, venendo quindi arretrato di posizione in campo.
Giorgio Perinetti ai microfoni di tuttobari parla così del giocatore:  "Il ragazzo è un calciatore di alti livelli, che con me ha vinto due campionati di B, a Siena ed a Palermo giocando sempre titolare, sia con Conte che con Iachini. È un giocatore che può essere utilissimo al Bari, perché al di là delle eccellenti qualità tecniche è un trascinatore, un giocatore caratteriale, forte fisicamente e di grande temperamento".

## Carriera

### Club

#### Inter
Cresciuto nelle giovanili dell'Inter, con la formazione Primavera ha vinto il campionato 2006-2007 e nella stessa stagione ha fatto l'esordio in prima squadra in Coppa Italia, sotto la guida del tecnico Roberto Mancini.
Il 2 ottobre 2007, a 18 anni, fa il suo esordio in Champions League entrando a metà secondo tempo di Inter-PSV Eindhoven (2-0); nel turno di ritorno contro gli olandesi a Eindhoven gioca da titolare l'intera partita. Nel febbraio 2008 vince il Torneo di Viareggio con la Primavera, della quale è diventato il capitano (anche per la stagione successiva).
All'inizio della stagione 2008-2009 firma il suo primo contratto da professionista, approdando stabilmente in prima squadra. Il 24 maggio 2009, a 20 anni, fa il suo esordio in Serie A entrando al 75' della partita Cagliari-Inter (2-1).

#### Genoa e Frosinone
Nell'estate 2009 viene ceduto al Genoa nella trattativa che porta Diego Milito e Thiago Motta all'Inter. Pochi giorni dopo viene poi ceduto in prestito con diritto di riscatto della compartecipazione al Frosinone, in Serie B, con il quale ottiene 25 presenze.

#### Siena
Per la stagione 2010-2011 il Genoa lo cede nuovamente in prestito, questa volta al Siena, appena retrocesso in Serie B, e sempre col diritto di riscatto di metà del cartellino. Nella 16ª giornata realizza il suo primo gol con il Siena, quello del momentaneo 3-0 contro il Portogruaro, con un potente destro da fuori area. Dopo l'ottima stagione disputata, in cui la squadra ottiene la promozione in Serie A, il 22 giugno 2011 il Siena riscatta la metà del cartellino dal Genoa.
Segna la sua prima rete in Serie A il 6 novembre 2011 nella gara persa contro l'Udinese. Il 22 giugno 2012 Genoa e Siena non trovano un accordo per la risoluzione della compartecipazione e così il giorno seguente il giocatore viene riscattato dai toscani alle buste.
Il 24 luglio 2012 viene operato a Villa Stuart dal dottor Antonio Guglielmi a causa di un'ernia da sport bilaterale, con recupero previsto entro quaranta giorni. Rientra in campo il 7 ottobre al 68' della partita persa per 1-2 contro la Juventus della 7ª giornata di campionato. Nel 2013 lascia la squadra con un totale di 67 presenze e 4 gol.

#### Palermo
Il 1º agosto 2013 si trasferisce a titolo definitivo al Palermo firmando un contratto quadriennale; il giorno prima era già stato autorizzato a lasciare il ritiro della squadra bianconera. Il contratto è stato depositato presso la Lega Calcio il 6 agosto. Esordisce in maglia rosanero nella prima partita utile, cioè il secondo turno di Coppa Italia vinta per 2-1 sulla Cremonese e disputata l'11 agosto 2013, giocando da titolare. Il 10 marzo 2014 segna i suoi primi gol con la maglia del Palermo, realizzando una doppietta – la prima in carriera – in Juve Stabia-Palermo (0-3) della 28ª giornata di campionato. Il 3 maggio 2014, dopo la vittoria contro il Novara per 1-0 in trasferta, ottiene la promozione in Serie A – con annessa vittoria del campionato – con cinque giornate d'anticipo. Chiude la stagione con 37 presenze in campionato (con 4 reti) e 2 in Coppa Italia, che fanno di lui il giocatore più utilizzato della squadra.
Nella stagione 2014-2015 viene confermato in maglia rosanero per il campionato di Serie A. Disputa 23 partite in campionato, prendendo parte alle grandi vittorie contro Milan (2-0 al "Meazza") e Napoli. Per lui anche una presenza in Coppa Italia. La sua stagione si chiude il 12 maggio a causa di una lesione totale del tendine d'Achille destro. Due giorni più tardi si sottopone a un intervento di plastica e ricostruzione del tendine d'Achille destro, perfettamente riuscito.

#### Novara
Svincolatosi dal Palermo, riparte dal Novara in Serie B. Il 3 aprile 2016, al minuto 85 della gara interna contro la Salernitana, fa il suo ritorno in campo dopo quasi un anno.

#### Spezia
Il 1º settembre 2017 viene ceduto a titolo definitivo allo Spezia nell'affare che porta Daniele Sciaudone in Piemonte. Alla ventesima presenza gli verrà prolungato il contratto fino a giugno 2019, contratto che poi rescinderà il 30 agosto 2018 rimanendo così svincolato.

#### Bari, Imolese e Lecco
Il 4 settembre 2018 firma un triennale con il Bari che dopo il fallimento societario riparte dalla Serie D.
Il 18 aprile 2019 vince il campionato con due partite d’anticipo sulla fine del campionato.
Il 2 settembre seguente viene ceduto all’Imolese in prestito annuale in Serie C.
Il 15 gennaio 2020 passa in prestito al Lecco. 
Rientrato al Bari, il 1º settembre 2020 prolunga il suo contratto con la società biancorossa fino al 2022 e ritorna di nuovo in prestito al Lecco fino al termine della stagione. Terminato il prestito al Lecco fa nuovamente ritorno al Bari. Dopo essere rimasto fuori rosa nella prima parte della stagione, il 26 gennaio 2022 risolve consensualmente il proprio contratto con il Bari.

#### In Svizzera
Il 4 febbraio 2022, firma come fuori quota per il Team Ticino (seconda squadra del Lugano), nella quarta serie svizzera.
Il 19 luglio 2022, firma un contratto annuale con il Rapperswil-Jona, squadra militante nella terza serie svizzera.

### Nazionale
A 18 anni, e senza aver ancora esordito in campionato con la prima squadra, è stato convocato in Nazionale Under-21 dal CT Pierluigi Casiraghi per le partite di qualificazione agli Europei U-21 svolte il 12 e 16 ottobre 2007.
Il 21 novembre 2007 esordisce con l'Under-21, nel secondo tempo della partita di qualificazione Fær Øer-Italia (0-1). Il 5 dicembre esordisce anche nella Nazionale Under-20, a Cuneo, in occasione della partita Italia-Germania, valida per il Torneo Quattro Nazioni.

### Allenatore
Il 6 ottobre 2023, Bolzoni consegue ufficialmente la qualifica da allenatore UEFA B, dopo aver completato il corso per l'abilitazione organizzato da FIGC e AIC.
Nella stagione 2023-2024, svolge il ruolo di collaboratore tecnico dell'allenatore Giuseppe Sannino all'FC Paradiso, squadra della Promotion League.
Il 6 luglio 2024, viene ingaggiato come nuovo allenatore della squadra Primavera della Pro Patria.
Nel settembre del 2024, dopo aver completato il corso specifico presso il Settore Tecnico della FIGC a Coverciano, consegue la licenza UEFA A, che consente di guidare tutte le squadre giovanili (comprese le Primavera), tutte le squadre femminili e le prime squadre maschili fino alla Serie C inclusa.

## Statistiche

### Presenze e reti nei club
| Stagione        | Squadra         | Campionato      | Campionato | Campionato | Coppe nazionali | Coppe nazionali | Coppe nazionali | Coppe continentali | Coppe continentali | Coppe continentali | Altre coppe | Altre coppe | Altre coppe | Totale | Totale |
| Stagione        | Squadra         | Comp            | Pres       | Reti       | Comp            | Pres            | Reti            | Comp               | Pres               | Reti               | Comp        | Pres        | Reti        | Pres   | Reti   |
| --------------- | --------------- | --------------- | ---------- | ---------- | --------------- | --------------- | --------------- | ------------------ | ------------------ | ------------------ | ----------- | ----------- | ----------- | ------ | ------ |
| 2006-2007       | Inter           | A               | 0          | 0          | CI              | 2               | 0               | UCL                | 0                  | 0                  | SI          | 0           | 0           | 2      | 0      |
| 2007-2008       | Inter           | A               | 0          | 0          | CI              | 3               | 0               | UCL                | 2                  | 0                  | SI          | 0           | 0           | 5      | 0      |
| 2008-2009       | Inter           | A               | 1          | 0          | CI              | 0               | 0               | UCL                | 0                  | 0                  | SI          | 0           | 0           | 1      | 0      |
| Totale Inter    | Totale Inter    | Totale Inter    | 1          | 0          |                 | 5               | 0               |                    | 2                  | 0                  |             | 0           | 0           | 8      | 0      |
| 2009-2010       | Frosinone       | B               | 25         | 0          | CI              | 1               | 0               | -                  | -                  | -                  | -           | -           | -           | 26     | 0      |
| 2010-2011       | Siena           | B               | 26         | 3          | CI              | 2               | 0               | -                  | -                  | -                  | -           | -           | -           | 28     | 3      |
| 2011-2012       | Siena           | A               | 16         | 1          | CI              | 4               | 0               | -                  | -                  | -                  | -           | -           | -           | 20     | 1      |
| 2012-2013       | Siena           | A               | 25         | 0          | CI              | 1               | 0               | -                  | -                  | -                  | -           | -           | -           | 26     | 0      |
| Totale Siena    | Totale Siena    | Totale Siena    | 67         | 4          |                 | 7               | 0               |                    | -                  | -                  |             | -           | -           | 74     | 4      |
| 2013-2014       | Palermo         | B               | 37         | 4          | CI              | 2               | 0               | -                  | -                  | -                  | -           | -           | -           | 39     | 4      |
| 2014-2015       | Palermo         | A               | 23         | 0          | CI              | 1               | 0               | -                  | -                  | -                  | -           | -           | -           | 24     | 0      |
| 2015-gen. 2016  | Palermo         | A               | 0          | 0          | CI              | 0               | 0               | -                  | -                  | -                  | -           | -           | -           | 0      | 0      |
| Totale Palermo  | Totale Palermo  | Totale Palermo  | 60         | 4          |                 | 3               | 0               |                    | -                  | -                  |             | -           | -           | 63     | 4      |
| gen.-giu. 2016  | Novara          | B               | 2          | 0          | CI              | 0               | 0               | -                  | -                  | -                  | -           | -           | -           | 2      | 0      |
| 2016-2017       | Novara          | B               | 14         | 0          | CI              | 0               | 0               | -                  | -                  | -                  | -           | -           | -           | 14     | 0      |
| ago. 2017       | Novara          | B               | 0          | 0          | CI              | 1               | 0               | -                  | -                  | -                  | -           | -           | -           | 1      | 0      |
| Totale Novara   | Totale Novara   | Totale Novara   | 16         | 0          |                 | 1               | 0               |                    | -                  | -                  |             | -           | -           | 17     | 0      |
| ago. 2017-2018  | Spezia          | B               | 29         | 0          | CI              | 0               | 0               | -                  | -                  | -                  | -           | -           | -           | 29     | 0      |
| 2018-2019       | Bari            | D               | 31+2       | 1          | CI-D            | 1               | 0               | -                  | -                  | -                  | -           | -           | -           | 32+2   | 1      |
| 2019-gen. 2020  | Imolese         | C               | 8          | 0          | CI-C            | 1               | 0               | -                  | -                  | -                  | -           | -           | -           | 9      | 0      |
| gen.-giu. 2020  | Lecco           | C               | 6          | 0          | CI-C            | -               | -               | -                  | -                  | -                  | -           | -           | -           | 6      | 0      |
| 2020-2021       | Lecco           | C               | 30+1       | 0          | -               | -               | -               | -                  | -                  | -                  | -           | -           | -           | 30+1   | 0      |
| Totale Lecco    | Totale Lecco    | Totale Lecco    | 37         | 0          |                 | -               | -               |                    | -                  | -                  |             | -           | -           | 37     | 0      |
| 2021-gen. 2022  | Bari            | C               | 0          | 0          | CI-C            | 0               | 0               | -                  | -                  | -                  | -           | -           | -           | 0      | 0      |
| feb.-giu. 2022  | Team Ticino U21 | 1° L            | 13         | 0          | -               | -               | -               | -                  | -                  | -                  | -           | -           | -           | 13     | 0      |
| 2022-2023       | Rapperswil-Jona | PL              | 17         | 1          | CS              | 1               | 0               | -                  | -                  | -                  | -           | -           | -           | 18     | 1      |
| Totale carriera | Totale carriera | Totale carriera | 297        | 10         |                 | 19              | 0               |                    | 2                  | 0                  |             | 0           | 0           | 318    | 10     |

## Palmarès

### Club

#### Competizioni nazionali
- Campionato italiano: 1

Inter: 2008-2009
- Campionato italiano di Serie B: 2

Siena: 2010-2011
Palermo: 2013-2014
- Serie D: 1

Bari: 2018-2019 (girone I)

### Giovanili
- Campionato Primavera: 1

Inter: 2006-2007
- Torneo di Viareggio: 1

Inter: 2008